# Wieners - Un viaggio da sballo
Wieners - Un viaggio da sballo (Wieners) è un film del 2008 diretto da Mark Steilen, distribuito in Italia direttamente per il mercato home video dalla Sony Pictures.

## Trama
Dopo essere stato umiliato in una trasmissione televisiva, Joel passa le giornate sul divano nutrendosi solo di patatine fritte. Ma per fortuna intervengono i suoi amici: lo porteranno a Los Angeles dove potrà finalmente vendicarsi dello scellerato conduttore. Il mezzo di trasporto? Un furgoncino a forma di hot dog... perché la vita è come un panino che aspetta solo di essere addentato!